# Kunst im öffentlichen Raum in Nachrodt-Wiblingwerde
Kunst im öffentlichen Raum in Nachrodt-Wiblingwerde umfasst öffentlich zugängliche Plastiken, Skulpturen, Brunnen, Wandmalereien, Mosaike und Graffiti im Gebiet der sauerländischen Gemeinde Nachrodt-Wiblingwerde im Märkischen Kreis. Die nachstehende Liste von Kunstwerken im öffentlichen Raum ist nicht vollständig. Sie wird kontinuierlich ergänzt.

## Liste
| Bild           | Titel/Bezeichnung   | Standort               | Künstler         | Entstehung        | Anmerkungen |
| -------------- | ------------------- | ---------------------- | ---------------- | ----------------- | --- |
| weitere Bilder | Johannisborn        | Auf der Weide Lage     | Fritz Korte      | 1954 (Einfassung) | Der Johannisborn gilt als ältestes Kulturdenkmal der Gemeinde Nachrodt-Wiblingwerde. Auf dem Steinrelief ist eine mittelalterliche Taufszene dargestellt. |
|                | Kriegerehrenmal     | Nachrodter Straße Lage |                  |                   | Mahnmal im Ortsteil Wiblingwerde für die Opfer beider Weltkriege.                                                                                         |
|                | Skulptur mit Pfeife | Waldlehrpfad           | Roel van Wijlick | 2023              | Mit der Kettensäge aus einem Eichenstamm herausgearbeitete, lebensgroße Figur des Karl-Heinz Tacke.                                                       |